# Goljam izvor (distrikt i Bulgarien, Lovetj)
Goljam izvor (bulgariska: Голям извор) är ett distrikt i Bulgarien.   Det ligger i kommunen Obsjtina Teteven och regionen Lovetj, i den centrala delen av landet, 70 km öster om huvudstaden Sofia.
Omgivningarna runt Goljam izvor är en mosaik av jordbruksmark och naturlig växtlighet. Runt Goljam izvor är det ganska glesbefolkat, med 34 invånare per kvadratkilometer.